# John Maitland, I conte di Lauderdale
John Maitland, I conte di Lauerdale (... – gennaio 1645), è stato un politico e nobile scozzese.
Durante la Guerra civile inglese si schierò con la causa dei Parlamentari.

## Biografia
Figlio di sir John Maitland, I lord Thirlestane e di sua moglie Jean, unica figlia ed erede del IV Lord Fleming (poi contessa di Cassillis), venne ammesso quale membro del Consiglio Privato di Scozia il 20 luglio 1615.
Il 2 aprile 1616 venne creato Visconte di Lauderdale, con Lettere patenti in concessione a lui ed ai suoi discendenti maschi nella signoria di Thirlestane.
Divenne successivamente Presidente del Consiglio Privato di Scozia e venne nominato Ordinary Lord of Session il 5 giugno 1618. In quel tempo era anche membro della commissione per le piantagioni di Kirks.
Il 14 marzo 1624, a Whitehall, Londra, venne creato conte di Lauderdale, visconte Maitland e lord Thirlestane e Boltoun.
Lord Lauderdale venne rimosso dai propri incarichi il 14 febbraio 1626 come conseguenza di una risoluzione voluta da Carlo I ed il 1 giugno venne nominato Extraordinary Lords of Session, posizione solitamente riservata dalla corona ai nobili o dignitari della chiesa inglese. Rimase Extraordinary Lord sino all'8 novembre 1628, e l'anno successivo venne nominato Lords of the Articles.
Senza riguardi agli onori generosamente ottenuti dal suo re, allo scoppio della Guerra civile inglese, si schierò coi parlamentari e gli vennero affidate missioni di notevole importanza.
Il 4 giugno 1644 venne eletto Presidente del parlamento e rinominato il 7 gennaio successivo. Morì prima del 20 gennaio di quello stesso anno e venne sepolto nella cappella di famiglia presso la St. Mary's Collegiate Church ad Haddington.
Un epitaffio poetico venne per lui composto da Drummond di Hawthornden.

## Matrimonio e figli
John sposò lady Isabel Seton (m. novembre 1638), figlia di Alexander Seton, I conte di Dunfermline, largamente celebrata da Arthur Johnston nelle sue poesie. La coppia ebbe tre figli maschi e una figlia femmina che raggiunsero la maggiore età.